# فيونا فيرو
فيونا فيرو (بالفرنسية: Fiona Ferro)‏ مواليد 12 مارس 1997 في بلجيكا، هي لاعبة كرة مضرب فرنسية بدأت مسيرتها كمحترفة سنة 2012 تلعب باليد اليمنى. أعلى تصنيف لها في الفردي كان 323.

## النهائيات

### الفردي النهائي: 2 (0–2)
| الحصيلة | الرقم | التاريخ       | الدورة             | الأرضية | المنافس     | النتيجة       |
| ------- | ----- | ------------- | ------------------ | ------- | ----------- | ------------- |
| الوصافة | 1.    | 30 يونيو 2014 | دنين، فرنسا        | ترابية  | أندريا ميتو | 6–4, 2–6, 1–6 |
| الوصافة | 2.    | 13 يوليو 2015 | أشافنبورغ، ألمانيا | ترابية  | تينا لوكاس  | 5–7, 4–6      |

## روابط خارجية
- فيونا فيرو على موقع رابطة محترفات التنس (الإنجليزية)
- فيونا فيرو على موقع الاتحاد الدولي لكرة المضرب (الإنجليزية)
- فيونا فيرو على موقع كأس بيلي جين كينغ (الإنجليزية)
- فيونا فيرو على موقع بطولة ويمبلدون (الإنجليزية)
- فيونا فيرو على موقع خلاصة التنس.كوم (الإنجليزية)
- فيونا فيرو على موقع إي إس بي إن.كوم (الإنجليزية)
- فيونا فيرو على موقع أوليمبيديا (الإنجليزية)
- فيونا فيرو على موقع اللجنة الأولمبية الفرنسية (مؤرشف) (الفرنسية)